# تورل (آرکانزاس)
تورل (آرکانزاس) (به انگلیسی: Turrell, Arkansas) یک شهر در ایالات متحده آمریکا با جمعیت ۹۵۷ نفر است که در آرکانزاس واقع شده‌است.

## موقعیت جغرافیایی
موقعیت جغرافیایی شهرها و مناطق اطراف به شرح زیر است: